# Gesera di Vienna

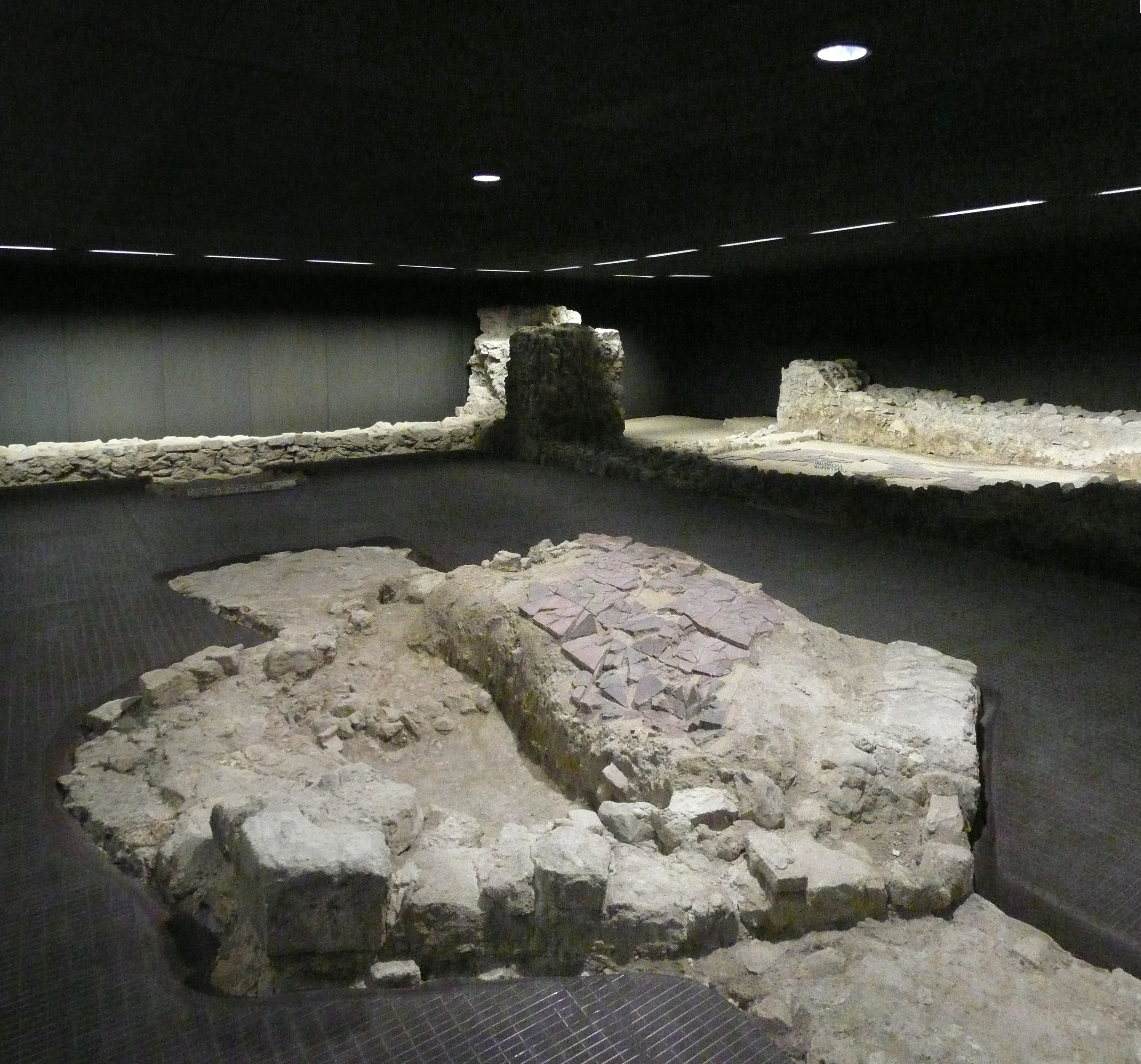
Rovine di una sinagoga distrutta durante la Gesera del 1421

La Gesera di Vienna (in tedesco Wiener Gesera, in ebraico גזרת וינה, che significa "decreto viennese") fu una persecuzione religiosa a danni degli ebrei in avvenuta in Austria tra il 1420 e il 1421 per ordine del duca Alberto V d'Asburgo. La persecuzione, iniziata con esili, conversioni forzate e arresti, culminò con l'esecuzione di oltre 200 ebrei. Alcuni cittadini di fede ebraica riuscirono a fuggire all'estero mentre altri si suicidarono. La comunità ebraica viennese che contava prima dei fatti circa 1500 persone cessò di fatto di esistere e le sue proprietà furono confiscate dal duca. Il termine deriva da una cronaca ebraica contemporanea intitolata Wiener Gesera.
La persecuzione ebbe luogo per via del sospetto che gli ebrei stessero dando sostegno agli hussiti (si veda crociata hussita) e della gelosia per la loro crescente ricchezza. Il duca Alberto, inoltre, doveva agli ebrei più denaro di quanto potesse ripagare. La persecuzione iniziò durante la Pasqua del 1420 dopo che si era sparsa la voce secondo la quale un certo ebreo di nome Israel aveva acquistato del pane eucaristico per profanarlo. Il 23 maggio 1420 Alberto V ordinò una retata di ebrei.